# Campylotropis polyantha
Campylotropis polyantha là một loài thực vật có hoa trong họ Đậu. Loài này được (Franch.) Schindl. miêu tả khoa học đầu tiên.